# Лутц, Матильда
Матильда Анна Ингрид Лутц (итал. Matilda Anna Ingrid Lutz; род. 28 января 1991, Милан, Италия) — итальянская модель и актриса. Известность получила после главной роли в фильме ужасов «Звонки» 2017 года. Сыграет главную роль в американском фильме «Рыжая Соня» о героине комиксов.

## Биография
Родилась в семье семье американца, фотографа из Ньй-Йорка Эллистона Лутца и его жены, итальянской модели из Милана Марии Лисси. Выросла в Италии, где окончила школу и два года изучала в колледже психологию. После этого сделала перерыв на год и поехала в Нью-Йорк, где училась на годичных курсах актёрского мастерства. Затем вернулась в Италию, чтобы по настоянию матери получить диплом психолога. Первые роли сыграла в итальянских фильмах. Первой заметной международной ролью стала роль в фильме ужасов «Звонки» 2017 года. Также жила в Лос-Анджелесе, где недолго работала моделью.
Заметным стало появление актрисы и в главной роли в фильме «Месть» («Выжившая»), дебюте Корали Фаржа.
Говорит на французском, английском и итальянском языках.
В интервью 2018 года своим любимым фильмом назвала «Леон», любимой музыкальной группой — «Red Hot Chilli Peppers», актёром, с которым она больше всего хотела бы сотрудничать, — Леонардо ДиКаприо.
У актрисы есть старший брат Мартин Перри Лутц и младший единокровный брат Алексей Лутц.

## Фильмография

### Кино
| Год  | Название                        | Оригинальное название     | Роль         | Примечания             |
| ---- | ------------------------------- | ------------------------- | ------------ | ---------------------- |
| 2011 | Потерянное обоняние в ре миноре | The Lost Scent In D Minor | Джессика     | Короткометражный фильм |
| 2012 |                                 | Azzurrina                 | Дженни       |                        |
| 2013 | Последнее колесо вагона         | The Fifth Wheel           | Франческа    |                        |
| 2014 |                                 | Somewhere Beautiful       | Nanny        |                        |
| 2015 | Меня зовут Майя                 | My Name Is Maya           | Ники / Майя  |                        |
| 2016 | Вместе в кино                   | L’Universale              | Элис         |                        |
| 2016 | Летние дни                      | Summertime                | Мария        |                        |
| 2017 | Звонки                          | Rings                     | Джулия       |                        |
| 2017 | Выжившая                        | Revenge                   | Дженнифер    |                        |
| 2018 | Меган                           | Megan                     | Меган Полсон | Короткометражный фильм |
| 2019 | Вечеринка по случаю развода     | The Divorce Party         | Кэти         |                        |
| 2021 | Классическая история ужасов     | A Classic Horror Story    | Элиза        |                        |
| 2021 | Зона 414                        | Zone 414                  | Джейн        |                        |
| 2022 | Убойный монтаж                  | Coupez !                  | Ава          |                        |
| 2023 | Рептилии                        | Reptile                   | Саммер       |                        |
| 2023 | Тайна в её глазах               | Magpie                    | Алисия       |                        |
| 2025 | Рыжая Соня                      | Red Sonja                 | Рыжая Соня   |                        |

### Телевидение
| Год     | Название                     | Оригинальное название       | Роль               | Примечания                         |
| ------- | ---------------------------- | --------------------------- | ------------------ | ---------------------------------- |
| 2013    | Пересекая черту              | Crossing Lines              | Анджела Конти      | Эпизод: «Desperation & Desperados» |
| 2014-15 |                              | Fuoriclasse                 | Барбара Пинайдер   | 16 эпизодов                        |
| 2018    | Медичи: Повелители Флоренции | Medici: Masters of Florence | Симонетта Веспуччи | 8 эпизодов                         |